# Giuseppe del Moro
Giuseppe del Moro (Florence, 31 janvier 1719 – Florence, 29 octobre 1781) est un peintre italien qui fut actif principalement en Toscane, entre le baroque et le néoclassicisme du XVIIIe siècle.

## Biographie
Giuseppe del Moro était le fils du peintre quadraturiste Lorenzo del Moro (mort en 1735) et d'Alessandra Loi. On ne connaît pas la date exacte de sa naissance. Il s'est formé avec son père, expert dans la décoration avec des fonds architecturaux et qui avait étudié à l'Accademia del Disegno (« Immatricolato » le 7 mai 1729) ; il fut ensuite accueilli dans la même Académique, où il fut élu académique le 7 janvier 1741. Sa dernière nomination, en tant que Conseiller de l'Académie, est du 25 avril 1766.
En 1752 Giuseppe del Moro fournit des modèles peints à la « Galerie des travaux en pierres dures »  de Florence (située dans le bras court de la Galerie des Offices), aujourd'hui connue sous le nom d'Opificio delle pietre dure.
Il réalisait à fresque des paysages lumineux et nets, dans un illusionnisme scénorphique, démontrant d'avoir assimilé le goût et la technique de son père et qu'il avait aussi observé les résultats de Pietro Anderlini. En 1754, il a commencé une longue et heureuse collaboration avec le peintre Vincenzo Meucci en travaillant avec lui - jusqu'à sa disparition, en 1766 - au décor d'églises, de palais et de villas en Toscane, grâce aux relations amicales avec des familles nobles et avec les ordres religieux qui avaient des églises et des couvents en Toscane. Une partie importante de cette œuvre a cependant été détruite.
Giuseppe del Moro travailla au début à la décoration de la Pia Casa di Lavoro di Montedomini (it), comme élève de Vincenzo Meucci. Les deux artistes se dédient ensuite à la décoration à fresque de la galerie de la Villa Ginori (Doccia) (it). Giuseppe del Moro créait des architectures illusionnistes (quadratures) que Meucci remplissait de paysages et de scènes. L'historien et géographe anglais Thomas Salmon, dans le Stato presente di tutti i paesi e popoli del mondo (1757), en décrivant, dans la villa Ginori de Doccia, les peintures de Meucci avec les procédés pour créer la porcelaine, rappelle aussi la peinture du « célèbre G. Dei Moro »,.
Entre le mois avril 1761 et le mois de mai 1763, Giuseppe del Moro et Vincenzo Meucci ont exécutée la décoration de la voûte de la Collegiata di Sant'Andrea (it) à Empoli, avec la Gloire de Saint'André (détruite pendant le Seconde Guerre mondiale) et les fresques de la chapelle du Bon Conseil, dans l'église de Saint Stéphane (Convento e chiesa di Santo Stefano degli Agostiniani (it)), à Empoli.
Giuseppe del Moro a décoré de fresques l'inérieur de la Kaffeehaus du jardin de Boboli, un pavillon commandité par Léopold II, projeté par Zanobi del Rosso et construit entre le 1774 et le 1777. Son art fut apprécié par le grand-duc Léopold II, qui lui confia la décoration intérieure de la Palazzina della Livia (Florence), destinée à sa favorite, la danseuse Livia Raimondi. Il est intervenu, avec Giuliano Traballesi et Giuseppe Maria Terreni, pour restaurer des fresques de la Galerie des Offices, endommagées par un incendie en 1762.

## Images

Fresques et quadratures
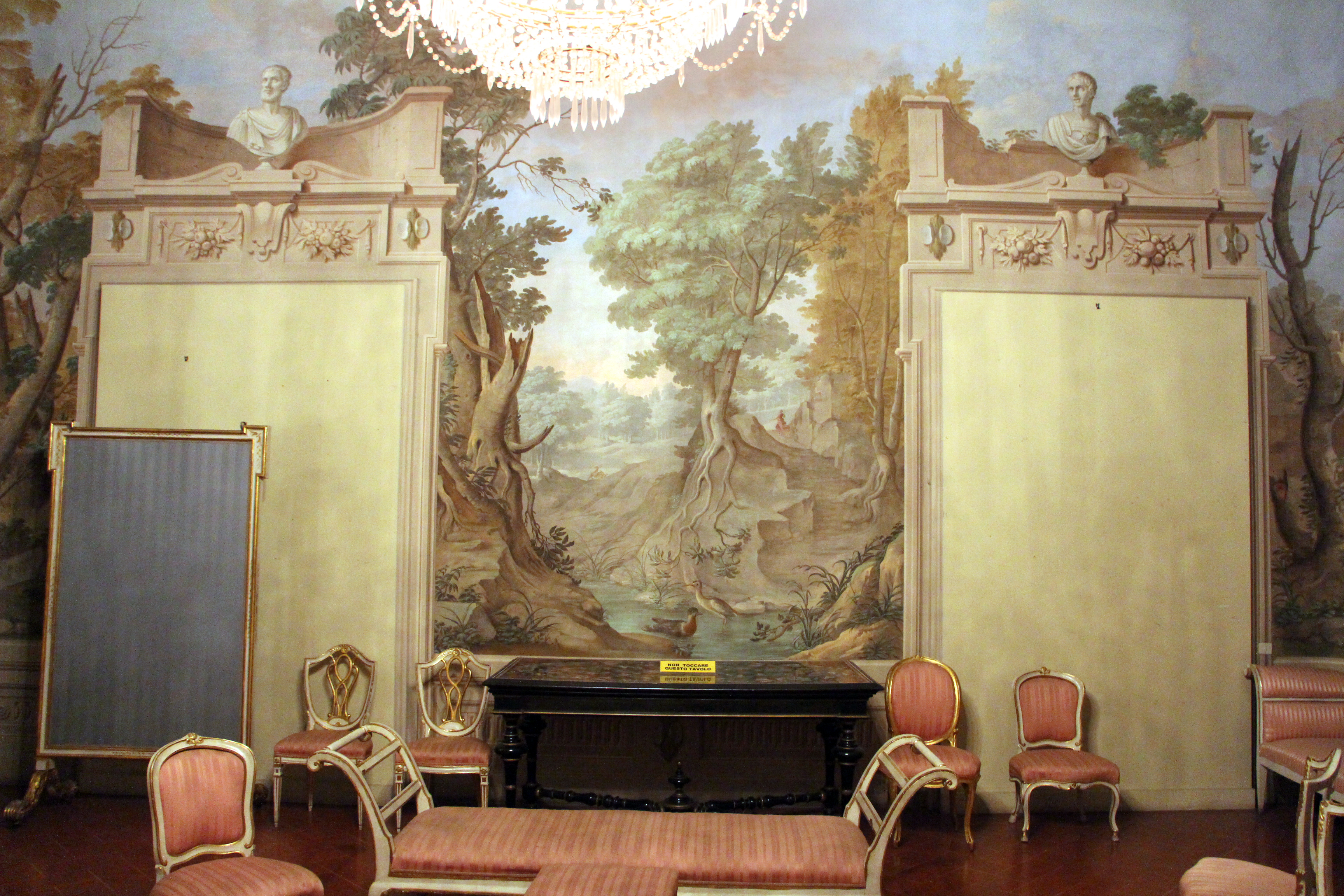
Sale de la Caccia, Villa di Poggio Imperiale
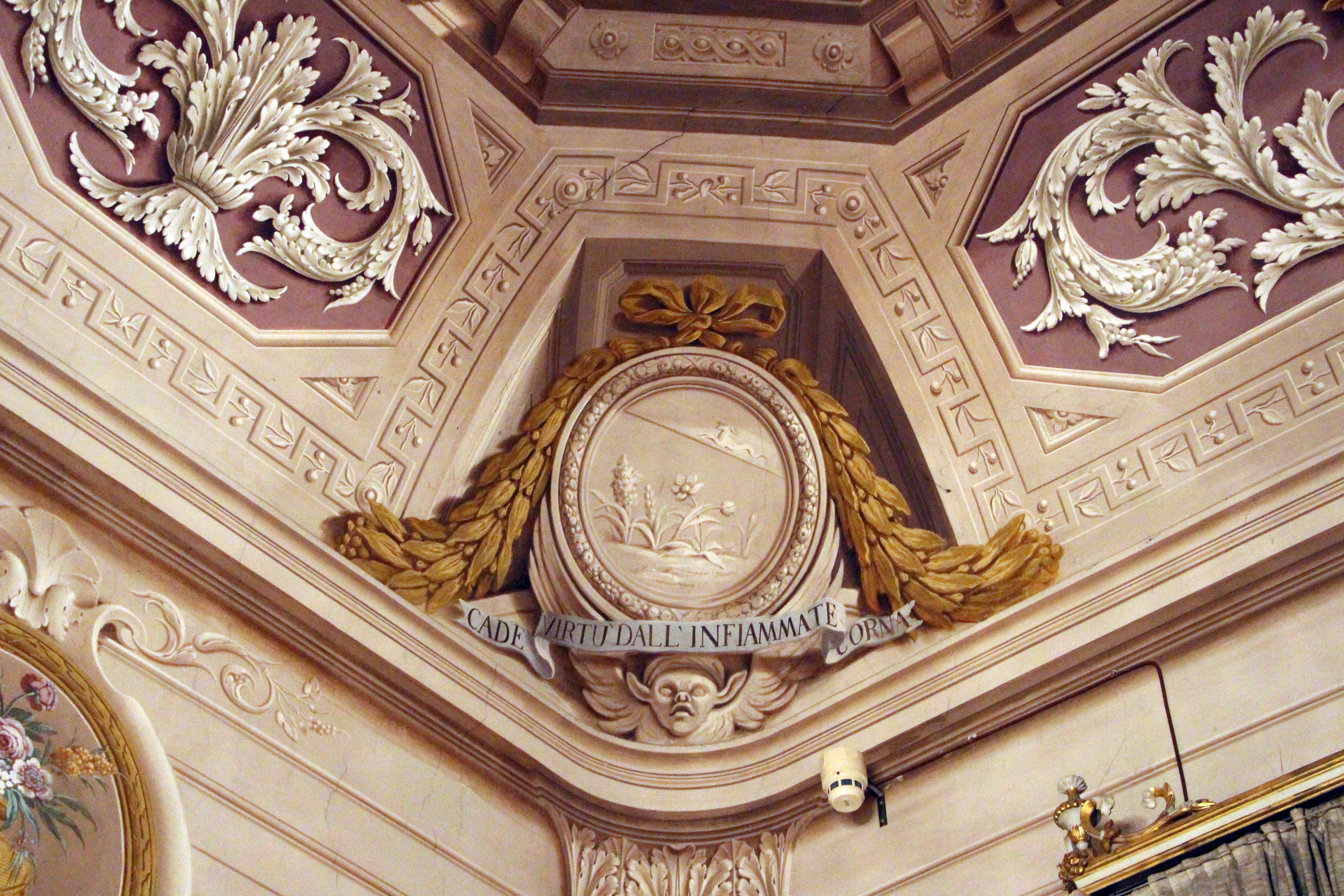
Santi Pacini e Giuseppe del Moro, Villa di Poggio Imperiale
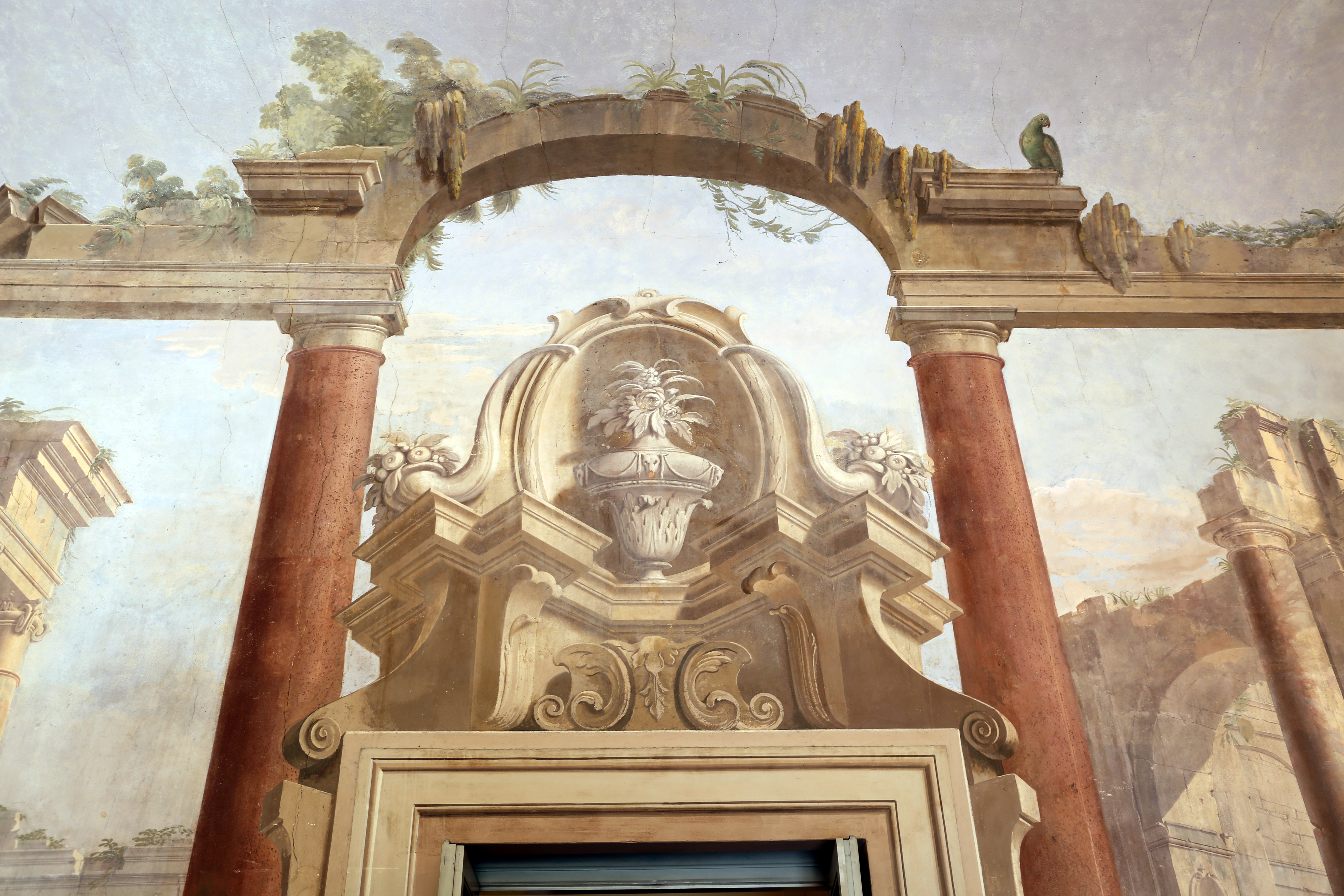
Finte rovine e putti, Palazzina della Livia
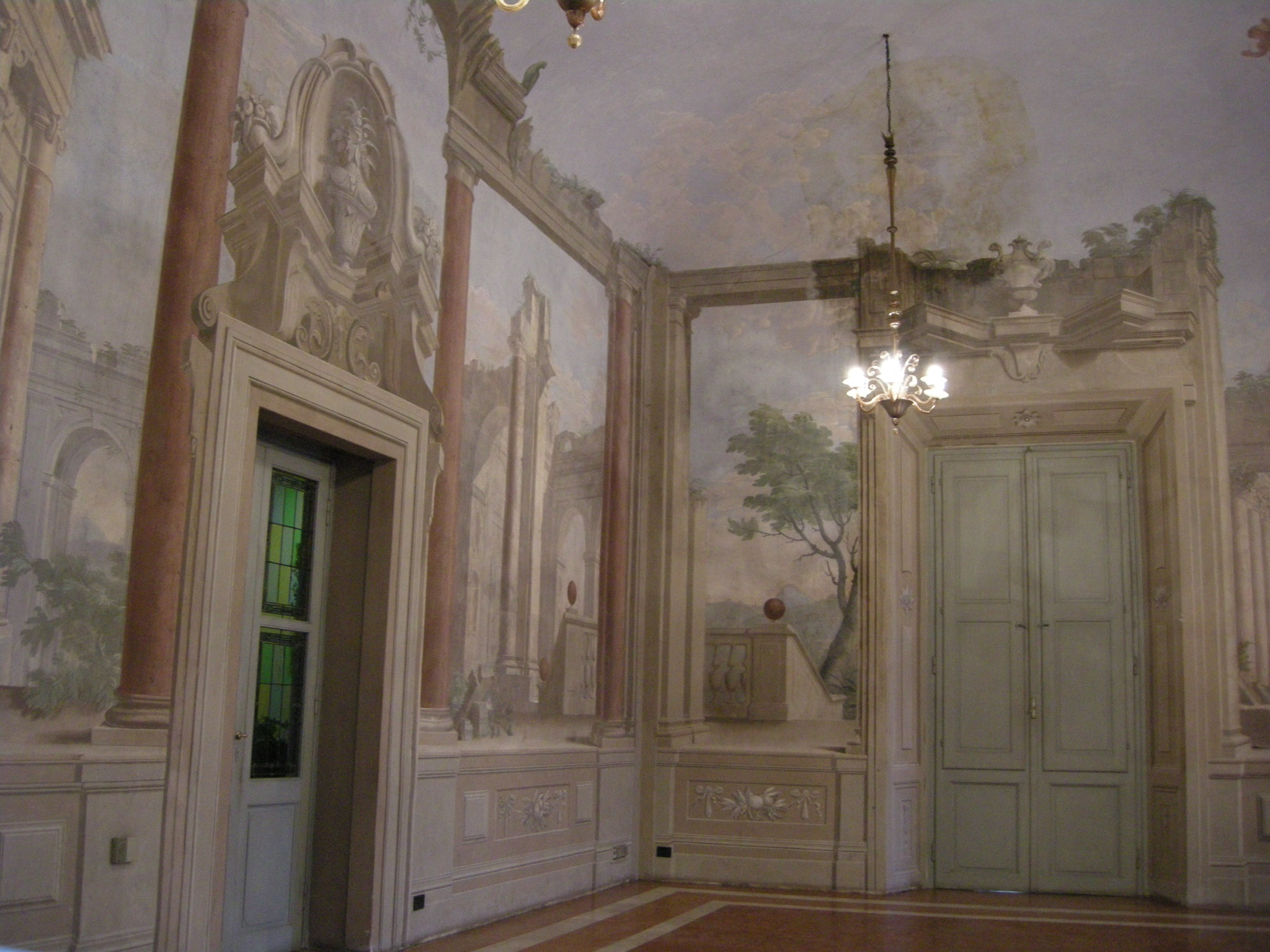
Sale de la Palazzina della Livia
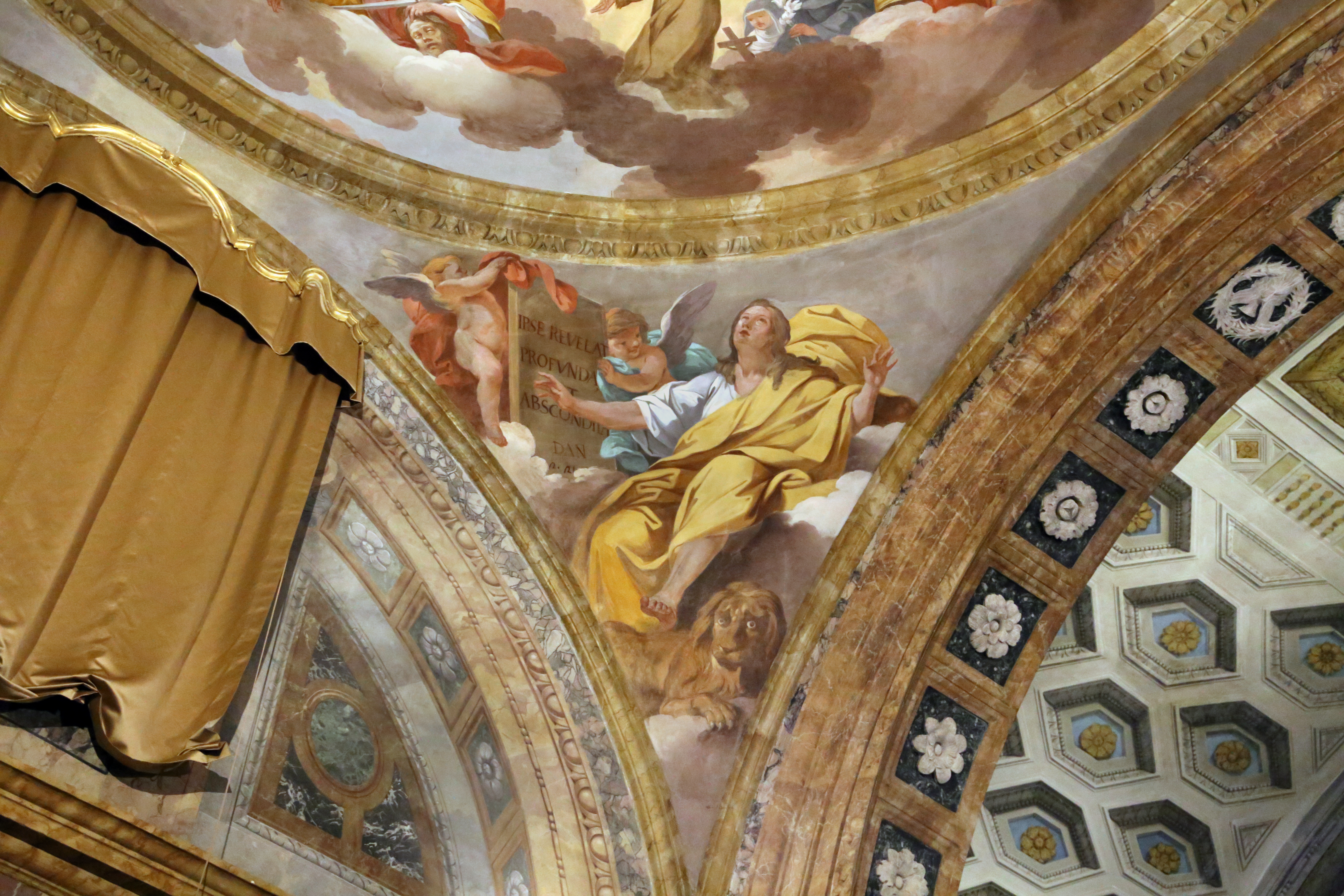
Profeta Daniele, quadratures sur figures de Vincenzo Meucci, église de San Leone (Pistoia)
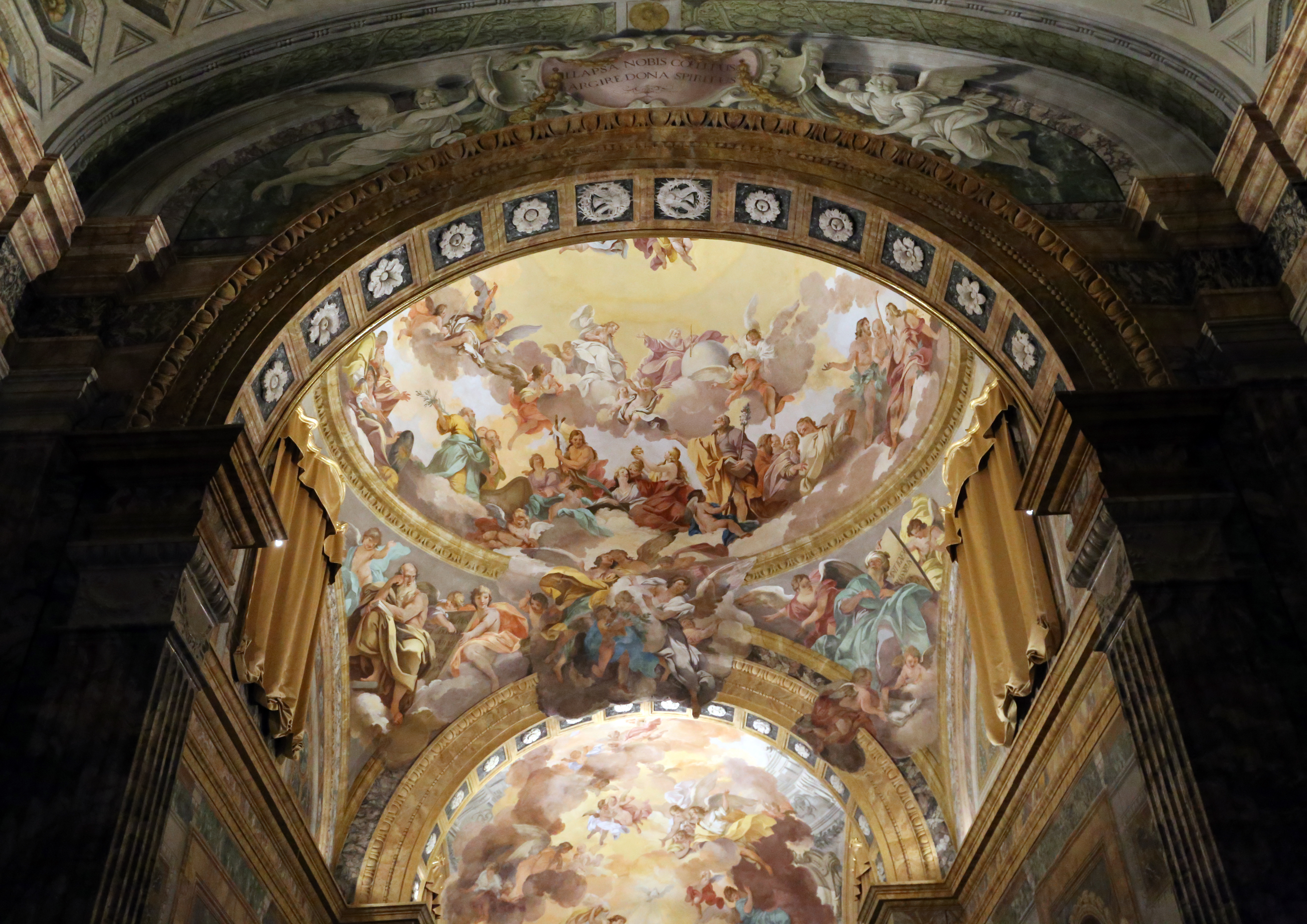
Vincenzo Meucci, Azione dello Spirito Santo, quadratures de Giuseppe del Moro, église de San Leone (Pistoia)